# Dasymaschalon filipes
Dasymaschalon filipes là loài thực vật có hoa thuộc họ Na. Loài này được Henry Nicholas Ridley mô tả khoa học đầu tiên năm 1913 dưới danh pháp Unona filipes. Năm 1975 Nguyễn Tiến Bân chuyển nó sang chi Dasymaschalon.
Loài này có ở bán đảo Mã Lai, bao gồm Thái Lan và Malaysia.
Là cây gỗ nhỏ, cao tới 6 m. Ra hoa tháng 4-9, tạo quả tháng 8-1 năm sau. Mọc ở cao độ 550-1.300 m. Tên gọi tại Thái Lan là bu-rong Kan Yao.